# Fludarabin
Fludarabin (na trgu v obliki fludarabinijevega fosfata) je citostatik, ki se uporablja pri zdravljenju krvnih oblik raka.

## Indikacije
Fludarabin se učinkovito uporablja pri kronični limfocitni levkemiji, kjer so izidi boljši kot pri zdravljenju z alkilirajočimi citostatiki (npr. s klorambucilom). Pri ne-Hodgkinovih limfomih se uporablja v kombinacijah s ciklofosfamidom, mitoksantronom, deksametazonom in rituksimabom. Pri akutni mieloični levkemiji se daje v kombinaciji s citarabinom in granulocitne kolonije stimulirajočim faktorjem.
Zaradi zaviranja imunskega sistema se včasih daje tudi pri presaditvah kostnega mozga.

## Farmakologija
Fludarabin je purinski analog, ki se daje peroralno ali intravensko. Preko delovanja na DNK-polimerazo in ribonukleotidno reduktazo zavira sintezo DNK. Deluje tako na deleče se celice kot na mirujoče celice.

## Neželeni učinki
Pojavi se lahko limfopenija, kar znatno poviša tveganje za oportunistične okužbe. 
Povzroča tudi slabokrvnost, trombocitopenijo in nevtropenijo, zaradi česar je potrebno spremljanje bolnikovih krvnih vrednosti. Pri nekaterih bolnikih je potrebna transfuzija krvi in krvnih ploščic ali injiciranje grenulocitne kolonije stimulirajočega faktorja za povišanje števila nevtrofilcev.
S fludarabinom povezujejo tudi pojav avtoimunske hemolitične anemije.